# 圣墓圣殿 (巴列塔)

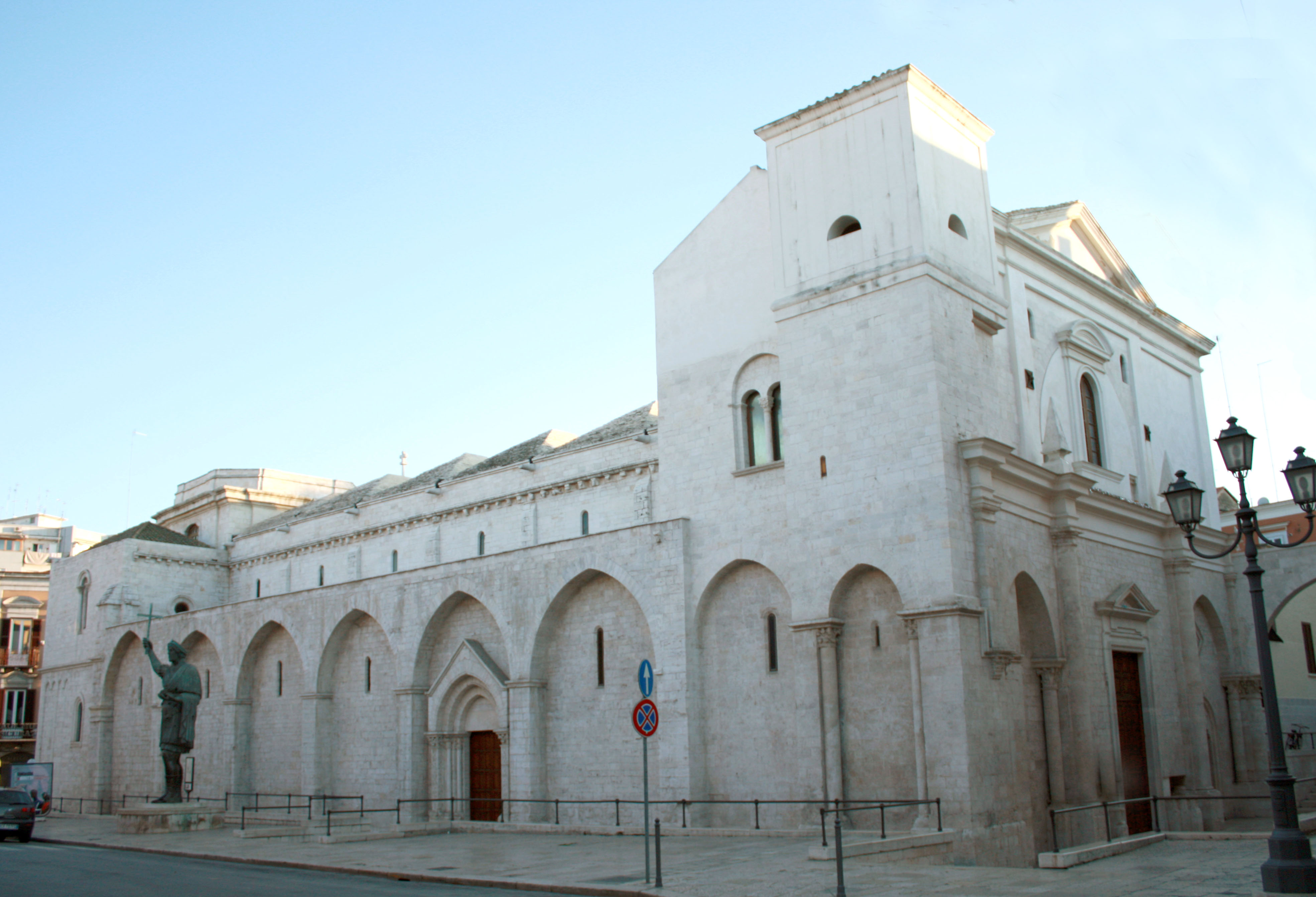

圣墓圣殿（Basilica del Santo Sepolcro）是意大利南部普利亚大区巴列塔的主要教堂之一。
该堂的起源与圣地和耶稣基督的坟墓有着密切的关系。由于该堂地处两条古老而重要的交通要道 - 亚得里亚海和通往罗马的图拉真大道之间的战略位置，成为前往耶路撒冷圣地朝圣者，以及从巴列塔港的十字军的旅行中转地。
该堂创建于11世纪。目前的建筑于1726年年祝圣，为哥特式建筑。堂内拥有若干著名的圣物。
1951年，庇护十二世将圣墓堂升格为宗座圣殿。

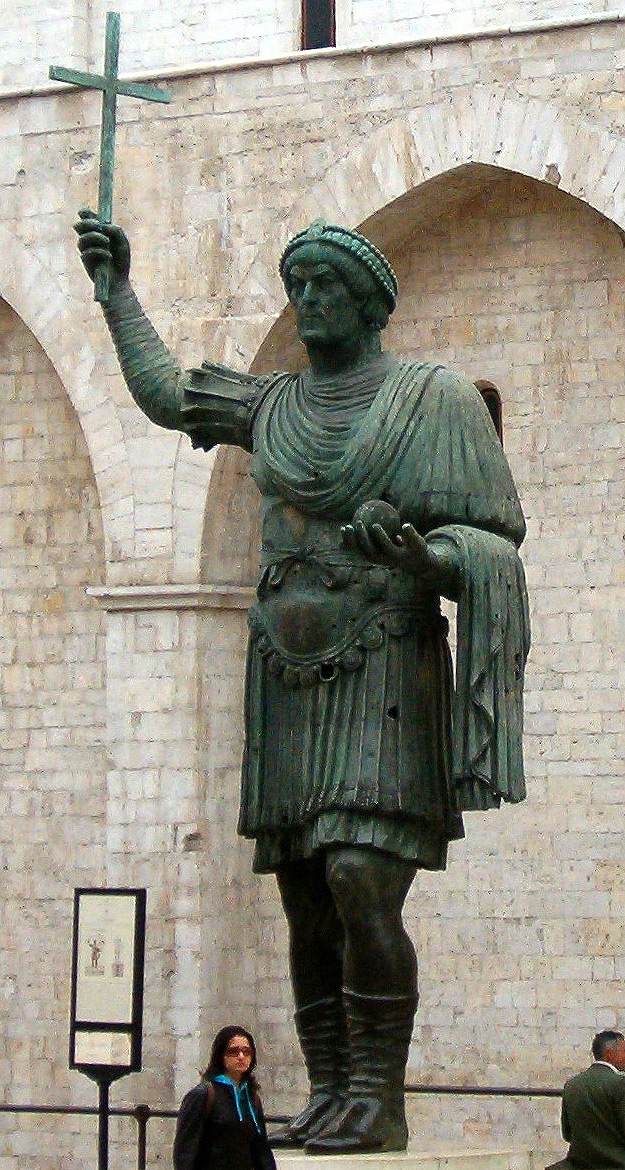
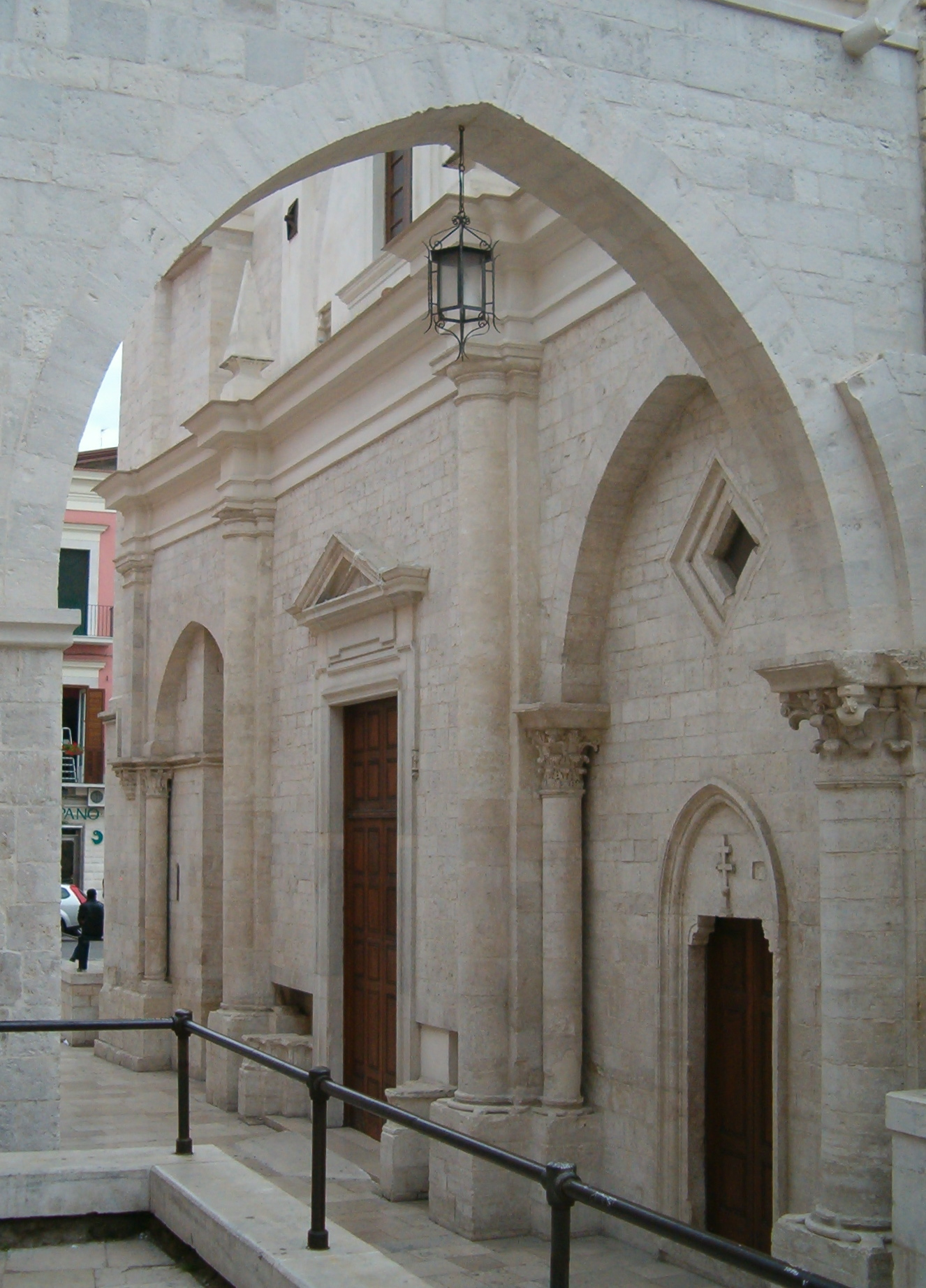
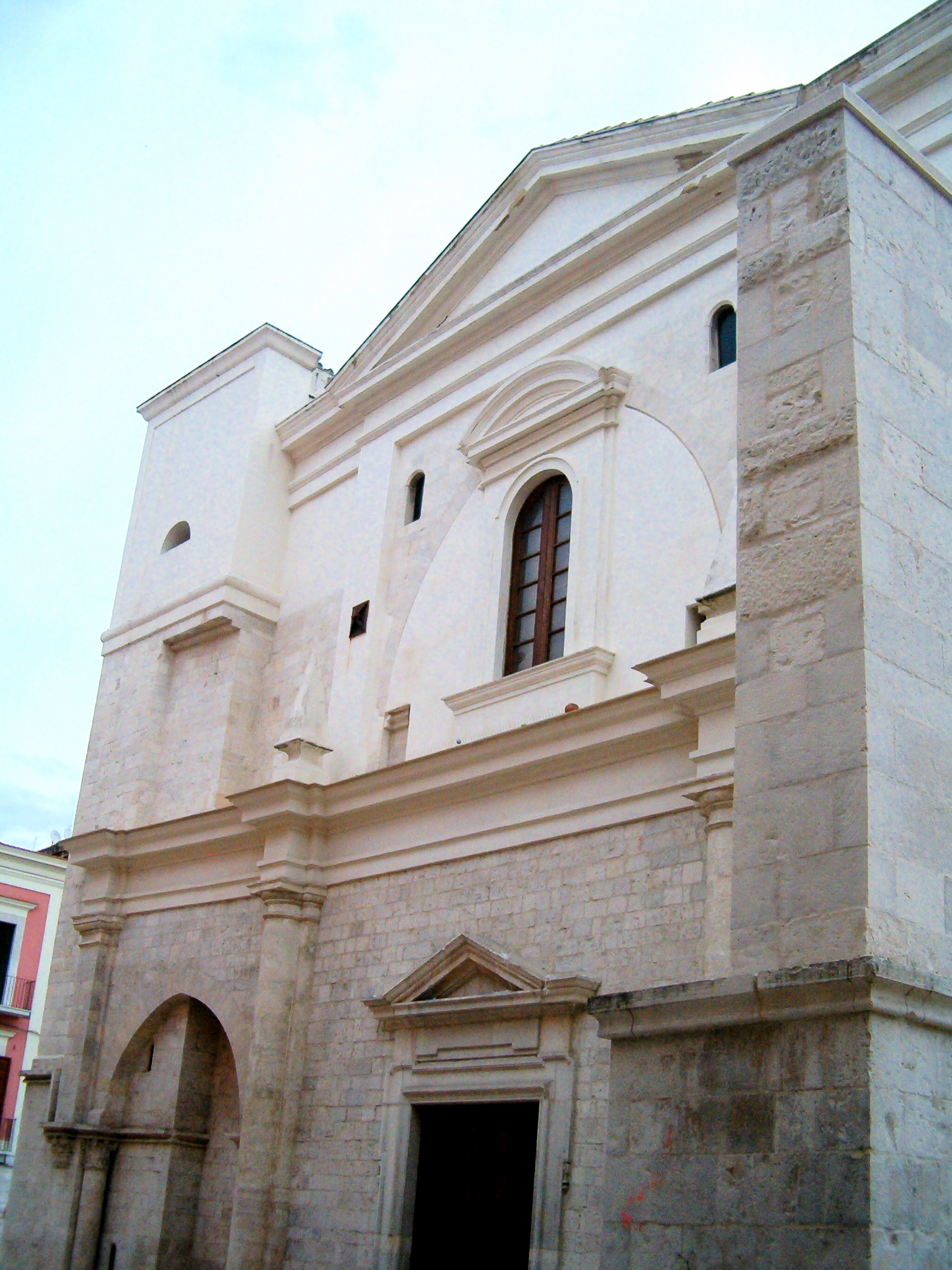
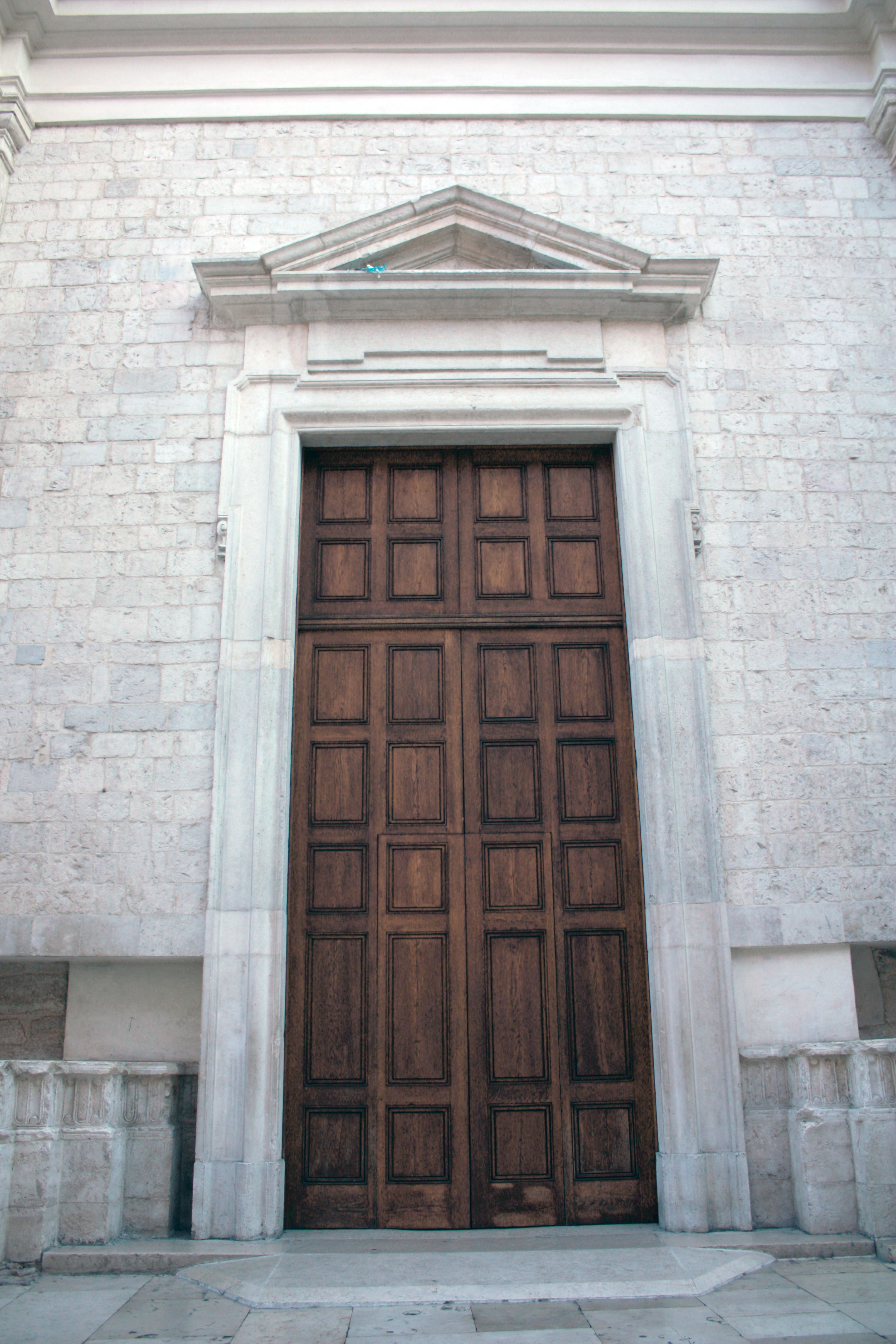
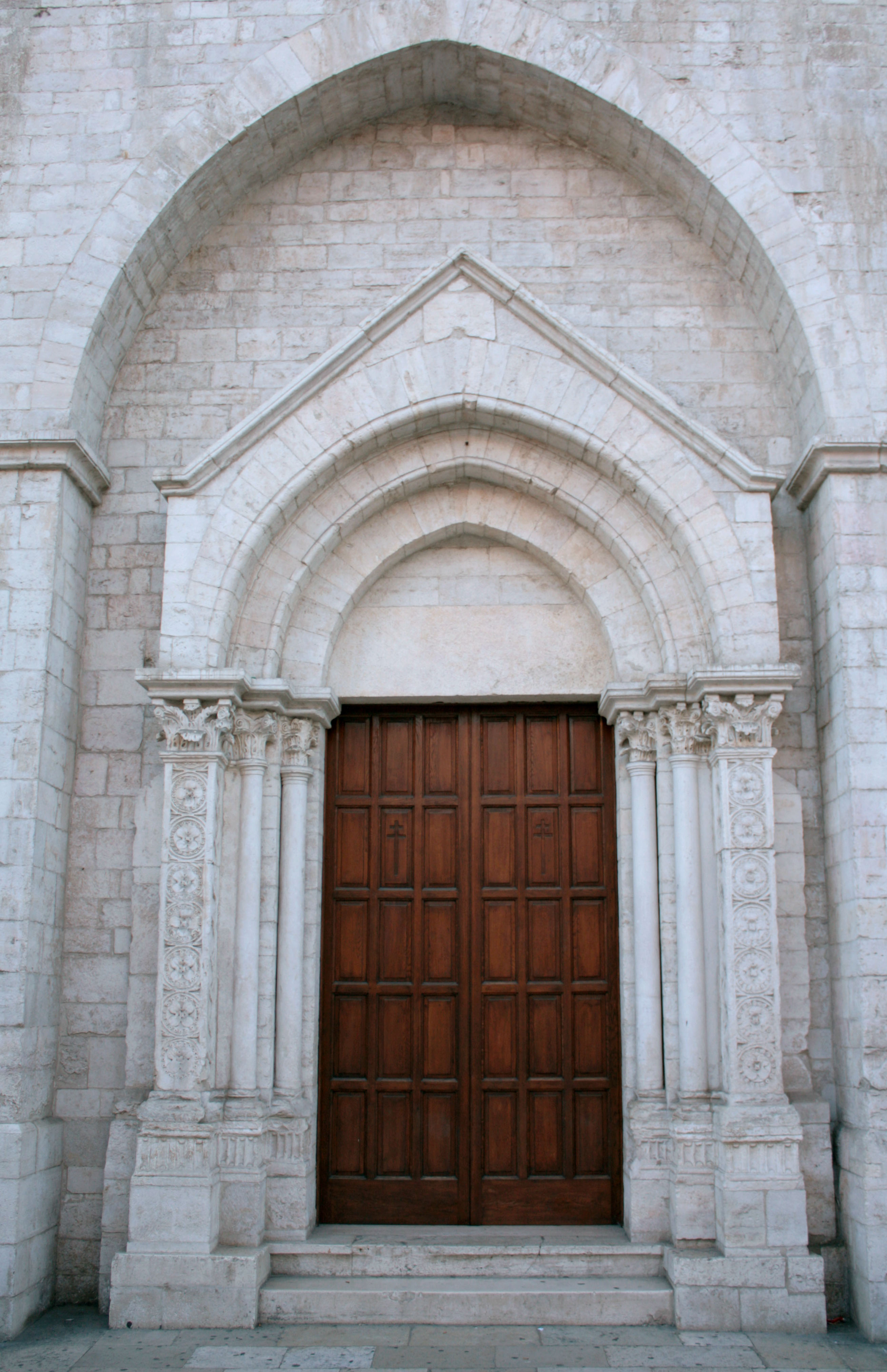
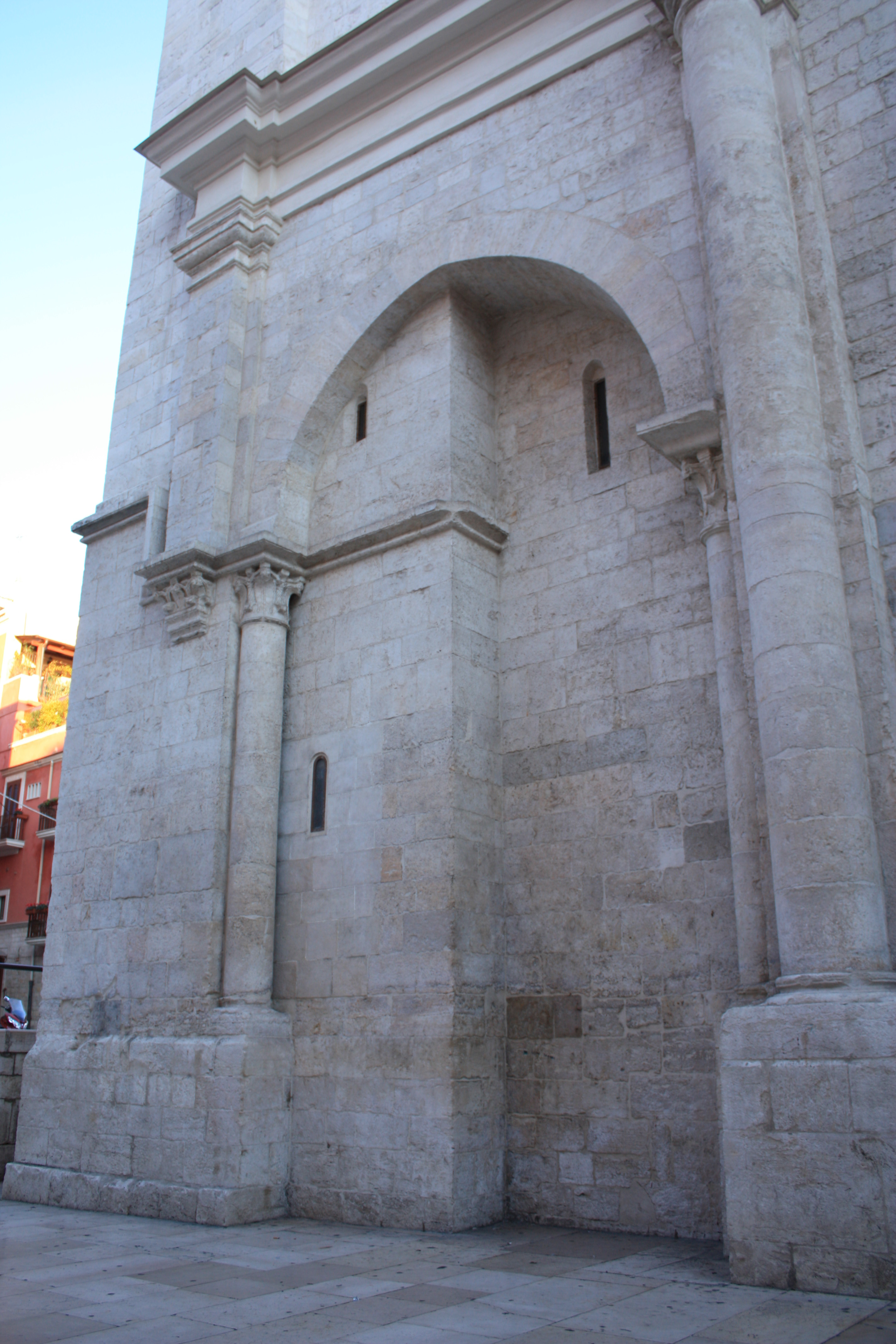
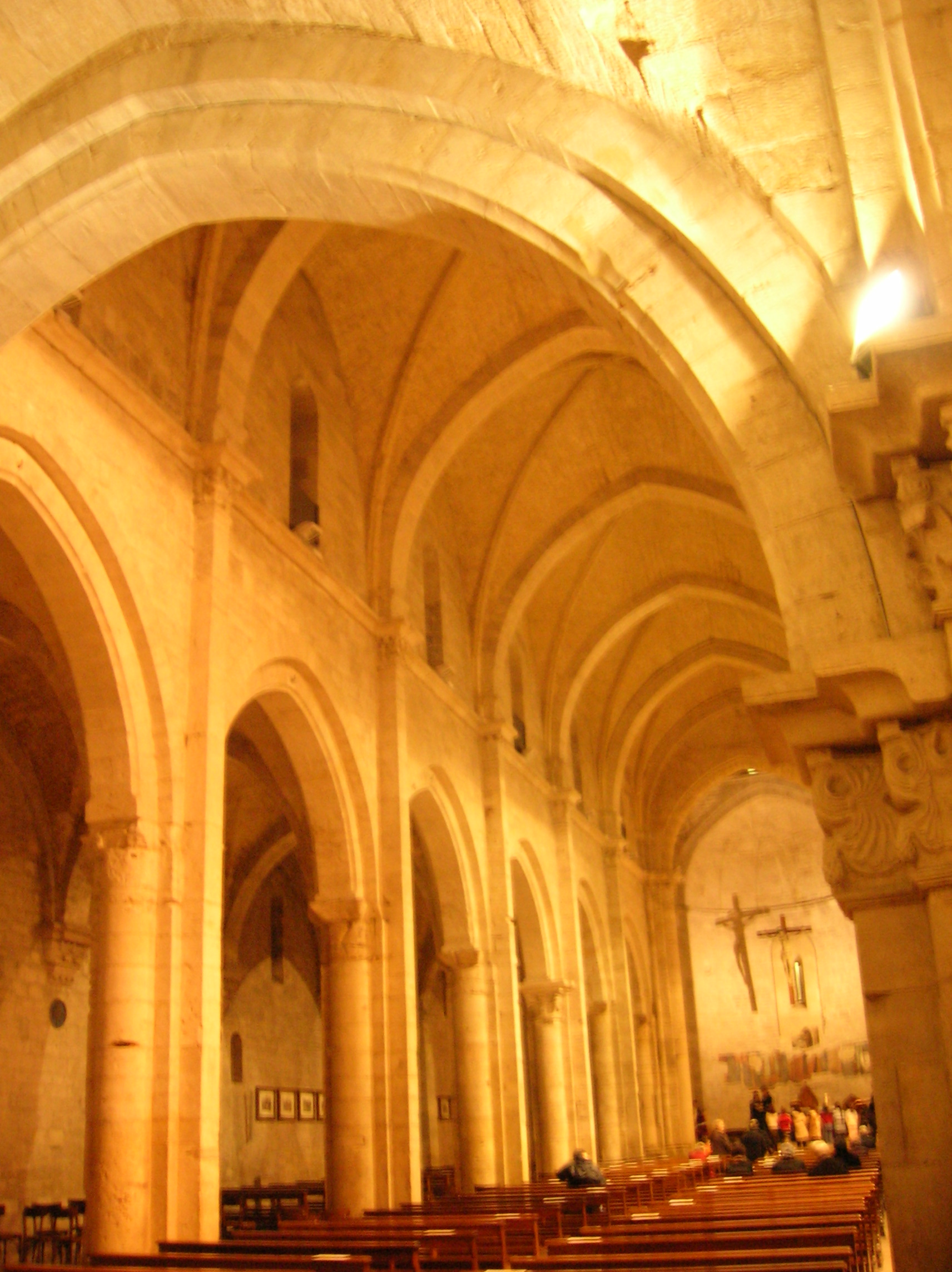
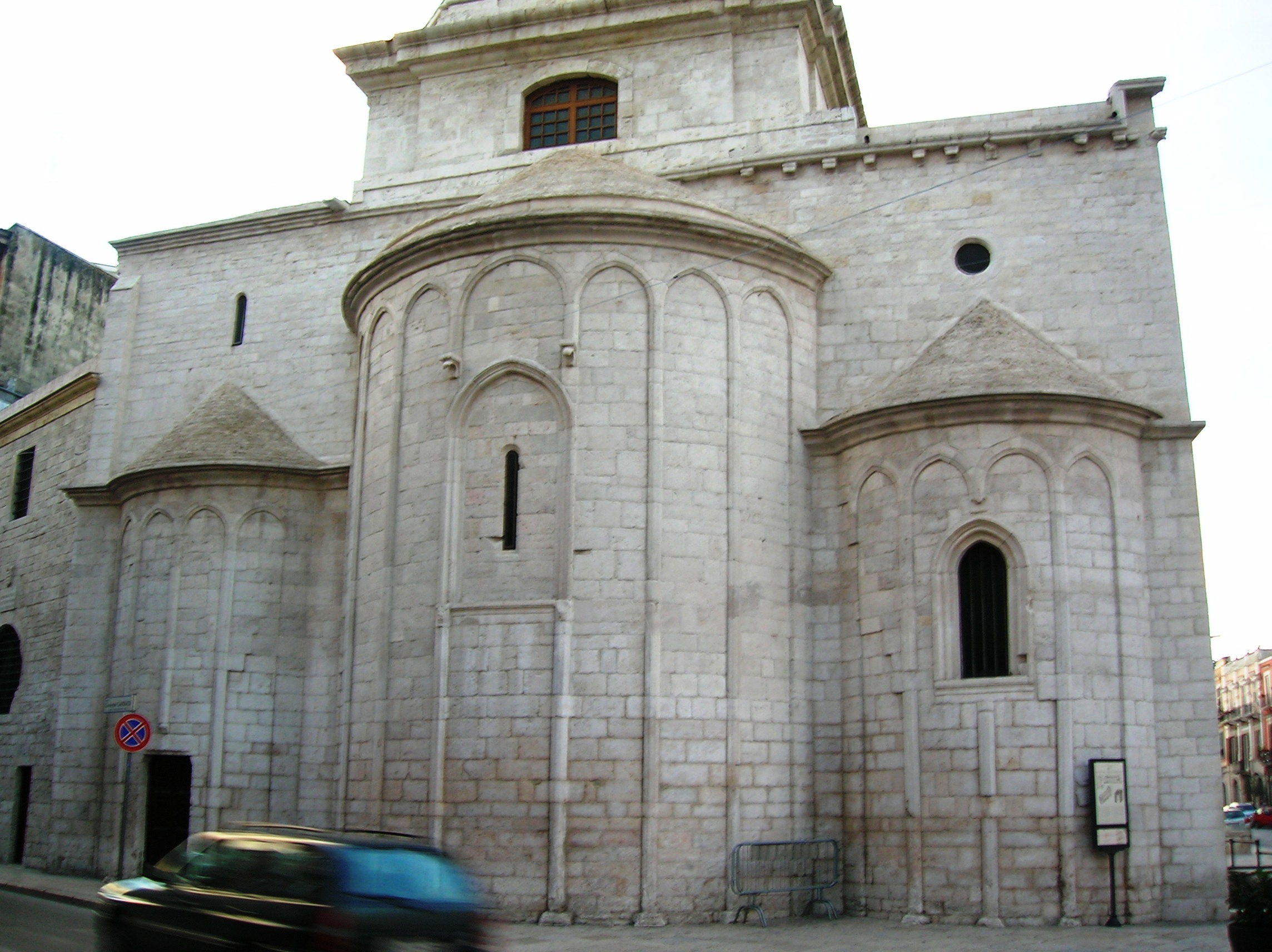